# Calliteara vitiensis
Calliteara vitiensis är en fjärilsart som beskrevs av Bethune-Baker 1905. Calliteara vitiensis ingår i släktet harfotsspinnare, och familjen tofsspinnare. Inga underarter finns listade i Catalogue of Life.